# Brian Dennehy
Brian Manion Dennehy (* 9. července 1938 Bridgeport, Connecticut – 15. dubna 2020 New Haven, Connecticut) byl americký filmový, televizní a divadelní herec nejznámější pro ztělesnění záporných či rozporuplných charakterů v mnoha hollywoodských filmech, včetně snímku Rambo: První krev (1982). Za svůj výkon v titulní roli v minisérii Smrt obchodního cestujícího (2000), natočené podle stejnojmenného dramatu, získal Zlatý glóbus za nejlepší mužský herecký výkon v minisérii nebo TV filmu.
Byl také oceňovaným divadelním hercem, zejména co se týče díla dramatika Eugena O'Neilla, objevoval se ovšem i v hrách Williama Shakespeara či Samuela Becketta. Za svůj celoživotní přínos divadlu byl roku 2010 uveden do Americké divadelní síně slávy a obdržel dvě ceny Tony.

## Život

### Kariéra
Brian Dennehy se narodil do rodiny irského původu v Bridgeportu a byl vychován jako katolík. Později se ovšem rodina přestěhovala na Long Island, což mu umožnilo krát v newyorských divadlech. Díky úspěchu na jevišti se časem dočkal filmových a seriálových rolí. Koncem 70. let zvárnil například vedlejší roli v mysteriózní komedii Nečistá hra (1978), naprostý průlom v Hollywoodu ovšem nastal až roku 1981 s rolí despotického šerifa Willa Teasla v dnes již kultovním dobrodružném thrilleru Rambo: První krev.
Během 80. let se pravidelně objevoval v úspěšných filmech. Za zmínku stojí například sci-fi Zámotek (1985), western Silverado (1985), krimi komedie Orlové práva (1986) či thriller Podezření (1990).
V novém tisíciletí přijímal filmové role jen zřídka. Zahrál si po boku Ala Pacina a Roberta De Nira v Oprávněných vraždách (2008), vedlejší roli ztvárnil i v thrilleru Přepadení 13. okrsku (2005) či vedle Russella Crowa zazářil v akčním filmu Tři dny ke svobodě (2010). Namluvil také jednu z postav v úspěšném animovaném filmu Ratatouille (2008). Z jeho nejzazších rolí stojí na zmínku komedie Máš ji! (2018).

### Osobní život
Herec mezi lety 1958 a 1963 sloužil v Námořní pěchotě Spojených států amerických. V mnoha rozhovorech nejprve tvrdil, že sloužil i ve válce ve Vietnamu, svou účast ovšem sám později popřel a omluvil se.
Dennehy byl dvakrát ženat, s první manželkou má tři děti (včetně herečky Elizabeth Dennehy), s druhou, Australankou Jennifer Arnott, pak dvě.
Herec zemřel dne 15. dubna roku 2020 v nedožitých 82 letech na srdeční zástavu, která nastala v důsledku sepse. 

## Filmografie
| Rok  | Název                      | Role                         |
| ---- | -------------------------- | ---------------------------- |
| 1977 | Hledání pana Goodbara      | chirurg                      |
| 1977 | Napůl drsňák               | T.J. Lambert                 |
| 1978 | P.Ě.S.T.                   | Frank Vasco                  |
| 1978 | Nečistá hra                | Fergie                       |
| 1979 | Butch a Sundance: začátky  | O.C. Hanks                   |
| 1979 | 10                         | Don The Bartender            |
| 1980 | Panenka pro štěstí         | Herbie                       |
| 1982 | Split Image                | Kevin Stetson                |
| 1982 | Rambo: První krev          | šerif Will Teasle            |
| 1983 | Volání vlků                | Rosie Little                 |
| 1983 | Park Gorkého               | William Kirwill              |
| 1984 | Říční krysa                | 'Doc' Cole                   |
| 1984 | Co jsem našel, to je moje  | Mayor Frizzoli               |
| 1985 | Zámotek                    | Walter                       |
| 1985 | Silverado                  | šerif Cobb                   |
| 1985 | Dvakrát za život           | Nick                         |
| 1986 | Smrtící triky              | Detective Leo McCarthy       |
| 1986 | Šek je na poště            | Richard Jackson              |
| 1986 | Orlové práva               | C.J. Cavanaugh               |
| 1987 | Architektovo břicho        | Stourley Kracklite           |
| 1987 | Bestseller                 | Lieutenant Dennis Meechum    |
| 1988 | Návrat ke Sněžné řece      | Harrison                     |
| 1988 | Míle od domova             | Frank Roberts Sr.            |
| 1989 | Indio                      | Whytaker                     |
| 1990 | Podezření                  | Raymond Horgan               |
| 1991 | Smrtící triky 2            | Leo McCarthy                 |
| 1992 | Gladiátor                  | Jimmy Horn                   |
| 1995 | Tommy Boy                  | Tom 'Big Tom' Callahan II    |
| 1995 | Hvězdy padají na Henriettu | Dave 'Big Dave' McDermot     |
| 1996 | Romeo a Julie              | Ted Montague                 |
| 1999 | Čas lásky                  | David Bards                  |
| 1999 | Silicon Towers             | Tom Warner                   |
| 2000 | Dish Dogs                  | Frost                        |
| 2001 | Letní vzplanutí            | John Schiffner               |
| 2002 | Ukradené léto              | Father Kelly                 |
| 2004 | Nesnáší mne                | Chairman Billy Church        |
| 2005 | Přepadení 13. okrsku       | Jasper O'Shea                |
| 2005 | Kořeny mafie               | Agent Horvath                |
| 2006 | Malý zázrak                | Babe Ruth                    |
| 2007 | Ratatouille                | Django                       |
| 2007 | Welcome to Paradise        | Bobby Brown                  |
| 2007 | War Eagle, Arkansas        | Pop                          |
| 2008 | Projekt Cat City           | Harold Vogessor              |
| 2008 | Oprávněné vraždy           | Lieutenant J.D. Hingus       |
| 2010 | Zítra snad bude líp        | Ernie                        |
| 2010 | Seznamte se, Monica Velour | Pop Pop                      |
| 2010 | Tři dny ke svobodě         | George Brennan               |
| 2011 | Nadějný rok                | Raymond Harris               |
| 2015 | Rytíř pohárů               | Joseph                       |
| 2018 | Racek                      | Sorin                        |
| 2018 | Máš ji!                    | Mr. Cilliano, Randy's Father |
| 2019 | Příjezdové cesty           | Del                          |
| 2019 | 3 Days with Dad            | Bob Mills                    |
| 2020 | Son of the South           | J.O. Zellner                 |